# Liste der Biografien/Zin
Liste der Biografien |
Portal Biografien |
Personensuche
# |
A |
B |
C |
D |
E |
F |
G |
H |
I |
J |
K |
L |
M |
N |
O |
P |
Q |
R |
S |
T |
U |
V |
W |
X |
Y |
Z |
?
 
Za |
Zb |
Zc |
Zd |
Ze |
Zf |
Zg |
Zh |
Zi |
Zj |
Zk |
Zl |
Zm |
Zn |
Zo |
Zr |
Zs |
Zu |
Zv |
Zw |
Zy |
Zz
 
Zia |
Zib |
Zic |
Zid |
Zie |
Zif |
Zig |
Zih |
Zij |
Zik |
Zil |
Zim |
Zin |
Zio |
Zip |
Zir |
Zis |
Zit |
Ziu |
Ziv |
Ziw |
Zix |
Ziy |
Ziz
Die Liste der Biografien führt alle Personen auf, die in der deutschsprachigen Wikipedia einen Artikel haben. Dieses ist eine Teilliste mit 394 Einträgen von Personen, deren Namen mit den Buchstaben „Zin“ beginnt.

## Zin
- Zin Min Tun (* 1993), myanmarischer Fußballspieler
- Zin Min Tun (* 1998), myanmarischer Fußballspieler
- Zin, Monika (* 1957), polnische Indologin
- Zin, Wiktor (1925–2007), polnischer Architekt und Zeichner

### Zina
- Zina, Peggy (* 1975), griechische Sängerin
- Zinamdsghwrischwili, Rati (* 1988), georgischer Fußballspieler
- Zinash, Alemu (* 1983), äthiopische Marathonläuferin
- Zinat Mahal (1821–1882), Hauptfrau des letzten indischen Großmoguls Bahadur Shah II.
- Zinat un-nisa (1643–1721), Mogulprinzessin

### Zinb
- Zinberg, Michael (* 1944), US-amerikanischer Fernsehregisseur, Drehbuchautor und Produzent

### Zinc
- Zincgref, Julius Wilhelm (1591–1635), deutscher Lyriker, Spruchdichter und Herausgeber
- Zincidi, Emir Berke (* 2005), türkischer Schauspieler
- Zinck, Bendix Friedrich (1715–1799), dänischer Stadtmusikant, Organist und Komponist
- Zinck, Bendix Friedrich († 1801), deutscher Kammermusiker und Komponist
- Zinck, Gustava (1821–1895), deutsche Dichterin
- Zinck, Hardenack Otto Conrad (1746–1832), deutscher Kammermusiker, Komponist, Musikerzieher und Schriftsteller
- Zinck, Paul (1867–1941), deutscher Lehrer, Volkskundler und Heimatforscher
- Zinck, Valija (* 1976), deutsche Autorin von Kinder- und Jugendbüchern
- Zincke genannt Sommer, Otto (1886–1944), deutscher Marineoffizier, Dirigent und Beamter in der Reichsmusikkammer
- Zincke, Arthur (1861–1914), sächsischer Generalmajor
- Zincke, Christian Friedrich († 1767), deutscher, in England tätiger Miniaturmaler
- Zincke, Georg Heinrich (1692–1768), deutscher Jurist, Wirtschaftswissenschaftler und Minister an den Höfen in Weimar und Braunschweig
- Zincke, Paul (1608–1678), Dresdner Ratsherr und Bürgermeister
- Zincke, Theodor (1843–1928), deutscher Chemiker und Pharmazeut und Hochschullehrer
- Zincke, Willi (1886–1957), deutscher Fußballspieler
- Zincken, Carl Friedrich Jacob (1814–1894), deutscher Eisenhüttenmeister und Ingenieur, Veröffentlichungen über Braunkohle
- Zincken, Carl Friedrich Wilhelm (1729–1806), deutscher Jurist und Justizbeamter in Wolfenbüttel und Braunschweig
- Zincken, Johann Ludwig Carl (1791–1862), deutscher Mineraloge und Bergbaudirektor
- Zincken, Julius Leopold Theodor Friedrich (1770–1856), deutscher Arzt und Entomologe
- Zinckernagel, Philip (* 1994), dänischer Fußballspieler
- Zinckgraf, Friedrich Heinrich (1878–1954), deutscher Galerist, Kunsthändler und Philatelist

### Zind
- Zind, Ludwig (1907–1973), deutscher Lehrer und Antisemit
- Zindal, Martin, Elekt von Ermland
- Zindānī, ʿAbd al-Madschīd az- (1942–2024), jemenitischer Gelehrter, Prediger und einer der Begründer der Muslimbruderschaft im Jemen
- Zindars, Earl (1927–2005), US-amerikanischer Komponist
- Zinde-Walsh, Victoria (* 1945), kanadische Wirtschaftswissenschaftlerin
- Zindel, Ernst (1897–1978), deutscher Ingenieur und Konstrukteur der Ju 52 („Tante Ju“)Ernst Zindel (1897–1978)

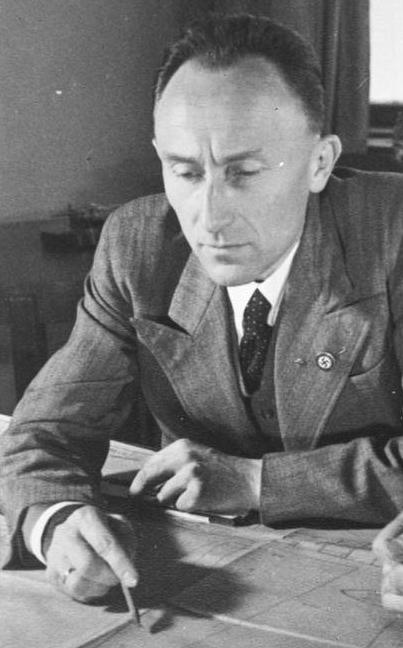
Ernst Zindel (1897–1978)

- Zindel, Gustav (1883–1959), deutscher Künstler aus dem Erzgebirge
- Zindel, Hilmer († 1671), deutscher Goldschmied
- Zindel, Karl (1894–1945), deutscher Jurist und Polizeibeamter
- Zindel, Manfred (* 1951), deutscher Fußballspieler
- Zindel, Mireille (* 1973), Schweizer Schriftstellerin
- Zindel, Paul (1936–2003), US-amerikanischer Schriftsteller, Dramatiker und Drehbuchautor
- Zindel, Peter (1841–1902), deutscher Architekt
- Zindel, Thomas (* 1956), Schweizer Künstler
- Zindel, Tonia Maria (* 1972), Schweizer Schauspielerin
- Zindel, Udo (* 1956), deutscher Autor und Redakteur
- Zindell, David (* 1952), US-amerikanischer Fantasy-Autor
- Zinder, Norton (1928–2012), US-amerikanischer Biologe
- Zindler, Andreas (* 1965), deutscher Fußballspieler
- Zindler, Erwin (1895–1964), deutscher Lehrer, Schulleiter, Politischer Leiter in der NSDAP, kommissarischer Leiter des Gauamtes des NSLB sowie Offizier und Schriftsteller
- Zindler, Konrad (1866–1934), österreichischer Mathematiker
- Zindler, Martin (1920–2020), deutscher Mediziner
- Zindler, Max (1852–1908), deutscher Gutsbesitzer und Politiker (DkP), MdR
- Zindler, Petra (* 1966), deutsche Schwimmerin
- Zindler, Regina, deutsche Hausfrau, Laiendarstellerin in der Gerichtsshow Richterin Barbara Salesch

### Zine
- Zine, Djamila (* 1997), algerische Sprinterin
- Zinecker, Franz (* 1900), Arbeitsdienstführer im KZ BuchenwaldFranz Zinecker (* 1900)

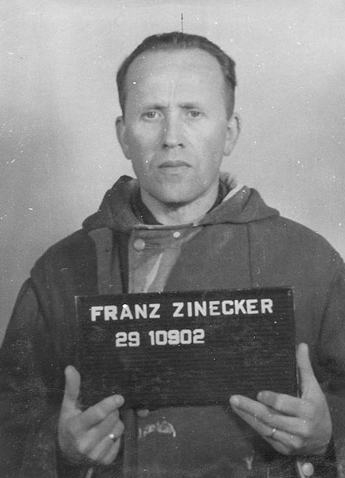
Franz Zinecker (* 1900)

- Zinecker, Heidrun (* 1959), deutsche Politikwissenschaftlerin und Hochschullehrerin
- Zinecker, Peter (1930–2022), deutscher Metallgestalter
- Zinell, Herbert (* 1951), deutscher Politiker (SPD), Bürgermeister
- Zinelli, Carlo (1916–1974), italienischer Maler
- Zineta, Halidu (* 1952), ghanaischer Mittelstreckenläufer

### Zinf
- Zinflou, Aljoscha (* 1979), deutscher Theater- und Filmschauspieler

### Zing
- Zing, Georg Michael, deutscher Fayencemaler, Majolikamaler und Fayencekünstler
- Zinga, Marc (* 1984), kongolesisch-belgischer Filmschauspieler, Sänger und Filmemacher
- Zinga, Melvin (* 2002), kongolesisch-französischer Fußballtorwart
- Zingales, Francesco (1884–1950), italienischer General
- Zingales, Luigi (* 1963), italienischer Ökonom, Hochschullehrer
- Zingano, Marco (* 1960), brasilianischer Philosoph und Philosophiehistoriker
- Zingarelli, Italo (1891–1979), italienischer Journalist und Schriftsteller
- Zingarelli, Italo (1930–2000), italienischer Filmproduzent
- Zingarelli, Niccolò Antonio (1752–1837), italienischer Komponist und ein Vertreter der sogenannten Neapolitanischen Schule
- Zingarelli, Nicola (1860–1935), italienischer Lexikograf, Philologe und Romanist
- Zingaretti, Luca (* 1961), italienischer SchauspielerLuca Zingaretti (* 1961)

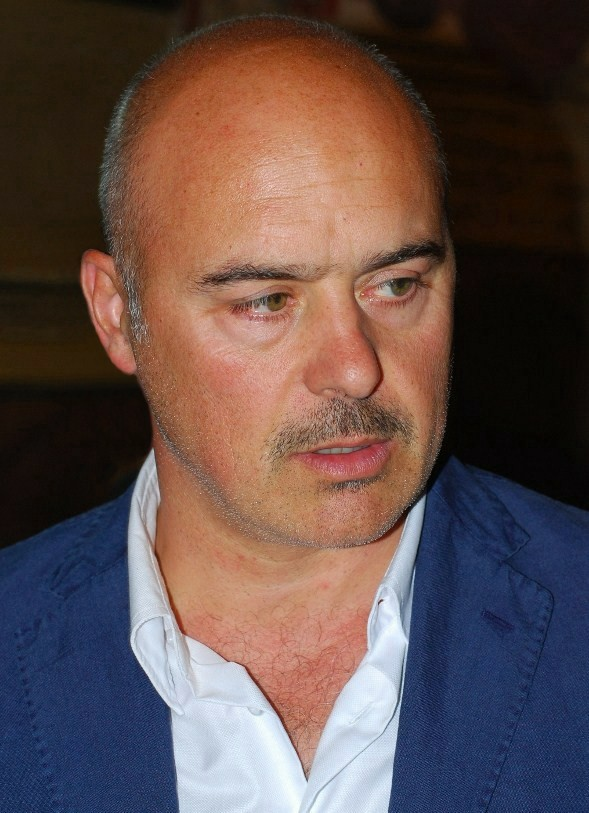
Luca Zingaretti (* 1961)

- Zingaretti, Nicola (* 1965), italienischer Politiker, MdEP
- Zingaro, Carlos (* 1948), portugiesischer Musiker und Zeichner
- Zingel, Friedrich (1877–1943), deutscher Pädagoge und Schriftsteller
- Zingel, Georg (1428–1508), deutscher katholischer Theologe
- Zingel, Hans Joachim (1904–1978), deutscher Harfenist und Musikwissenschaftler
- Zingel, Harry (1963–2009), deutscher Betriebswirt und Dozent
- Zingel, Rudolf (1920–2010), deutscher Jurist, Präsident der Philipps-Universität Marburg
- Zingel, Rudolf Ewald (1876–1944), deutscher Musiker, Komponist und Musikpädagoge und Hochschullehrer
- Zingeler, Karl Theodor (1845–1923), deutscher Historiker und Archivar
- Zingelmann, Nico (* 1977), deutscher Regisseur und Drehbuchautor
- Zingelmann, Ute (* 1940), deutsche Fernsehansagerin, Moderatorin und Nachrichtensprecherin
- Zingelmann, Vollrath (1808–1866), deutscher Zimmermann und Politiker
- Zingen, Robert (1928–2005), deutscher Politiker (CDU), MdL
- Zinger, Erwin (1899–1982), deutscher Politiker (CDU), MdL
- Zinger, Nikolai Jakowlewitsch (1842–1918), russischer Astronom und Geodät, Generalleutnant
- Zinger, Oleg (1909–1997), russisch-deutscher Maler, Graphiker und Illustrator
- Zinger, Wassili Jakowlewitsch (1836–1907), russischer Mathematiker und Botaniker
- Zingeris, Emanuelis (* 1957), litauischer Politiker
- Zingerl, Guido (1933–2023), deutscher Maler, Zeichner und KarikaturistGuido Zingerl (1933–2023)

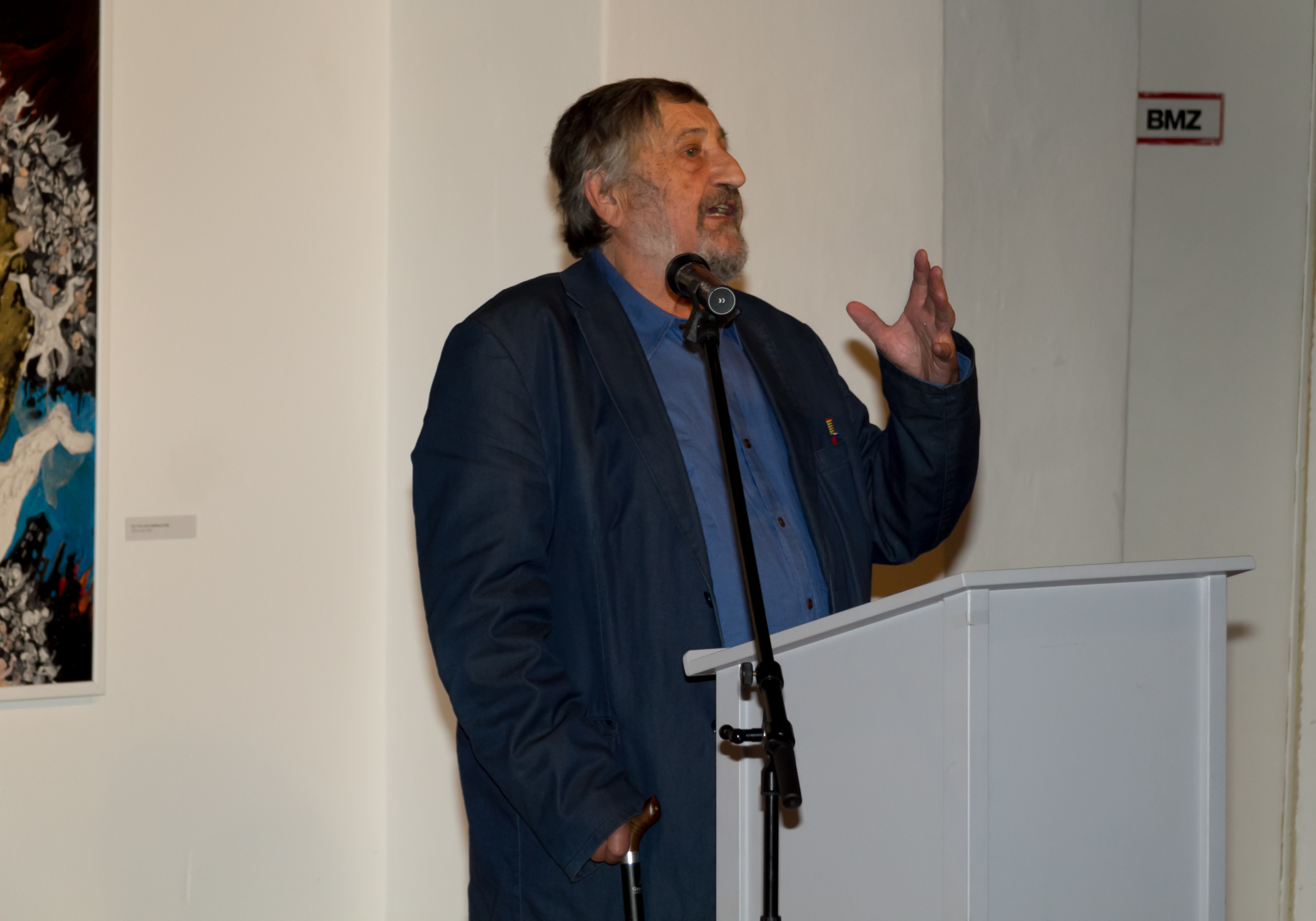
Guido Zingerl (1933–2023)

- Zingerle, Alex (* 1992), italienischer Skirennläufer
- Zingerle, Andreas (* 1961), italienischer Biathlet
- Zingerle, Anton (1842–1910), österreichischer Klassischer Philologe
- Zingerle, Arnold (* 1942), deutscher Soziologe
- Zingerle, David (* 2000), italienischer Biathlet
- Zingerle, Franz (1908–1988), österreichischer Skirennläufer
- Zingerle, Guido (1902–1962), italienischer Sexualmörder
- Zingerle, Hannes (* 1987), italienischer Politiker (Südtirol)
- Zingerle, Hannes (* 1995), italienischer Skirennläufer
- Zingerle, Ignaz Vinzenz (1825–1892), österreichischer Literaturwissenschaftler, Germanist, Volkskundler und Schriftsteller
- Zingerle, Josef (1831–1891), Tiroler katholischer Theologe und Orientalist
- Zingerle, Leopold (* 1994), deutscher Fußballtorwart
- Zingerle, Linda (* 2002), italienische Biathletin
- Zingerle, Luis (1933–2022), italienischer Politiker (Südtirol)
- Zingerle, Oswald (1855–1927), österreichischer Germanist
- Zingerle, Pius (1801–1881), deutscher Orientalist und katholischer Theologe
- Zingerle, Stefan (* 1981), italienischer Biathlet
- Zingerle, Wolfram (1854–1913), österreichischer Romanist und Bibliothekar
- Zingg, Adrian (1734–1816), schweizerischer MalerAdrian Zingg (1734–1816)

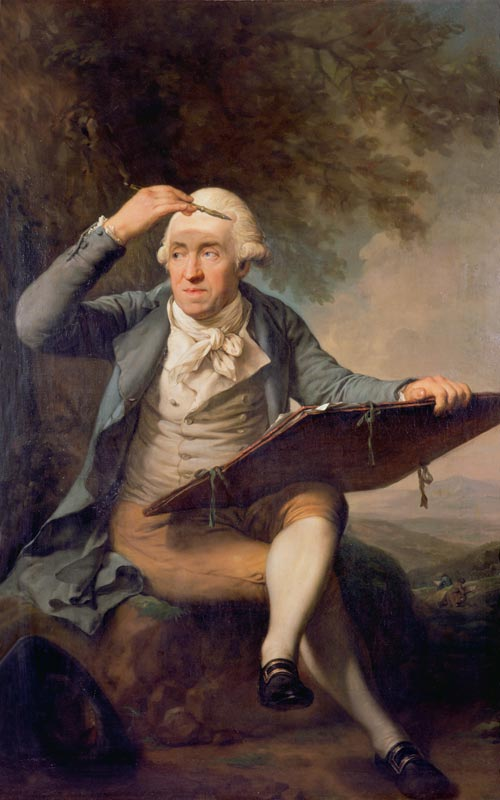
Adrian Zingg (1734–1816)

- Zingg, Alois (1829–1921), Schweizer Politiker (LPS)
- Zingg, Burkhard (* 1396), deutscher Fernhandelskaufmann, Augsburger Chronist und der erste Verfasser einer Selbstbiographie
- Zingg, Helene, Schweizer Skirennfahrerin
- Zingg, Josef (1828–1891), Schweizer Politiker
- Zingg, Josef (1863–1953), Schweizer Eisenbahnmanager
- Zingg, Jules-Émile (1882–1942), französischer Maler, Zeichner und Grafiker
- Zingg, Magdalena († 1626), Priorin des Klosters in der Au bei Steinen
- Zingg, Martin (* 1951), Schweizer Schriftsteller, Herausgeber und Übersetzer
- Zingg, Robert M. (1900–1957), US-amerikanischer Anthropologe
- Zingg, Silvan (* 1973), Schweizer Boogie-Woogie- und Blues-Pianist
- Zingg, Theo (1925–1993), Schweizer Zeitungsverleger und Verlagsmanager
- Zingg, Ueli (* 1945), Schweizer Schriftsteller
- Zinggeler, Margrit Verena (* 1949), Schweizer Hochschullehrerin und Autorin
- Zinggeler, Rudolf (1819–1897), Schweizer Lehrer, Seidenfabrikant und Politiker
- Zinggeler, Rudolf (1864–1954), Schweizer Fotograf
- Zinggl, Martin (* 1983), österreichischer Reporter, Autor, Filmemacher und Fotograf
- Zinggl, Wolfgang (* 1954), österreichischer Kulturwissenschaftler, Künstler und Abgeordneter zum Nationalrat (Grüne)
- Zingher, Erica (* 1993), deutsche freie Journalistin und Podcasterin
- Zingin, Barbel († 1642), Opfer der Hexenverfolgung in Geseke
- Zingl, Andreas (* 1992), österreichischer Fußballspieler
- Zingl, Josef (1883–1965), österreichischer Politiker (CSP, ÖVP), Landtagsabgeordneter, Abgeordneter zum Nationalrat, Mitglied des Bundesrates
- Zingle, Axel (* 1998), französischer RadrennfahrerAxel Zingle (* 1998)

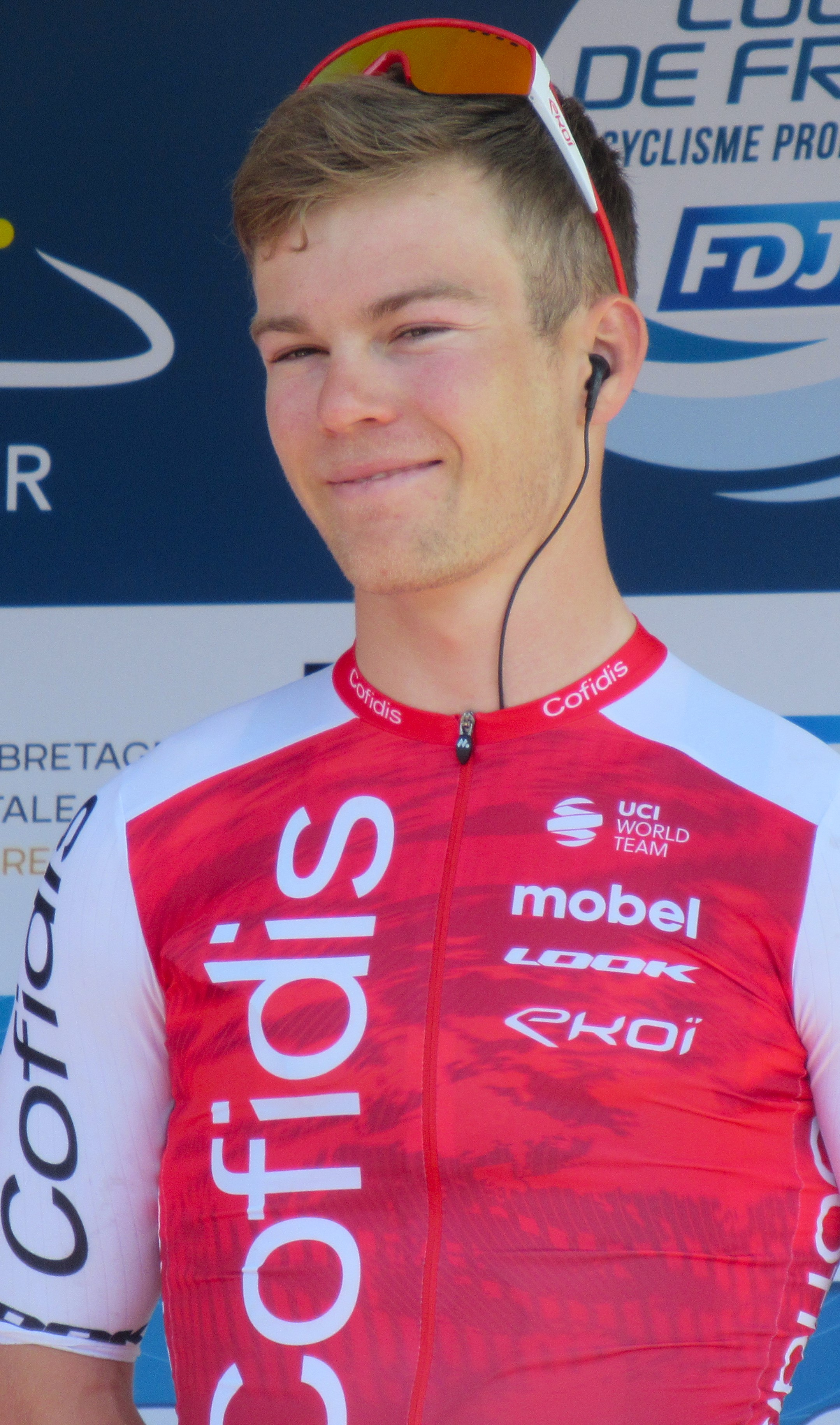
Axel Zingle (* 1998)

- Zingle, Romain (* 1987), belgischer Straßenradrennfahrer
- Zingler, Albert von (1836–1891), preußischer Generalleutnant
- Zingler, Alfred (1885–1944), deutscher Journalist und Politiker (SPD)
- Zingler, Dirk (* 1964), deutscher Fußballfunktionär und Unternehmer
- Zingler, Franz (1922–1984), österreichischer Politiker (SPÖ), Abgeordneter zum Nationalrat
- Zingler, Peter (1944–2022), deutscher Schriftsteller und Drehbuchautor
- Zingone, Pedro (* 1898), uruguayischer Fußballspieler
- Zingoni, Peter (* 1981), US-amerikanischer Eishockeyspieler
- Zingraf, Horst (1939–2020), deutscher Fußballtorhüter
- Zingraf, Peter († 2024), deutscher Diplomat
- Zingraff, Hans Dieter (* 1947), deutscher Künstler
- Zingraff, John (1942–2020), US-amerikanischer Maler und Lithograf
- Zingre-Graf, Gabriela (* 1970), Schweizer Skirennfahrerin
- Zingsem, Vera (* 1954), deutsche Autorin und Dozentin
- Zingsheim, Martin (* 1984), deutscher Kabarettist und MusikerMartin Zingsheim (* 1984)

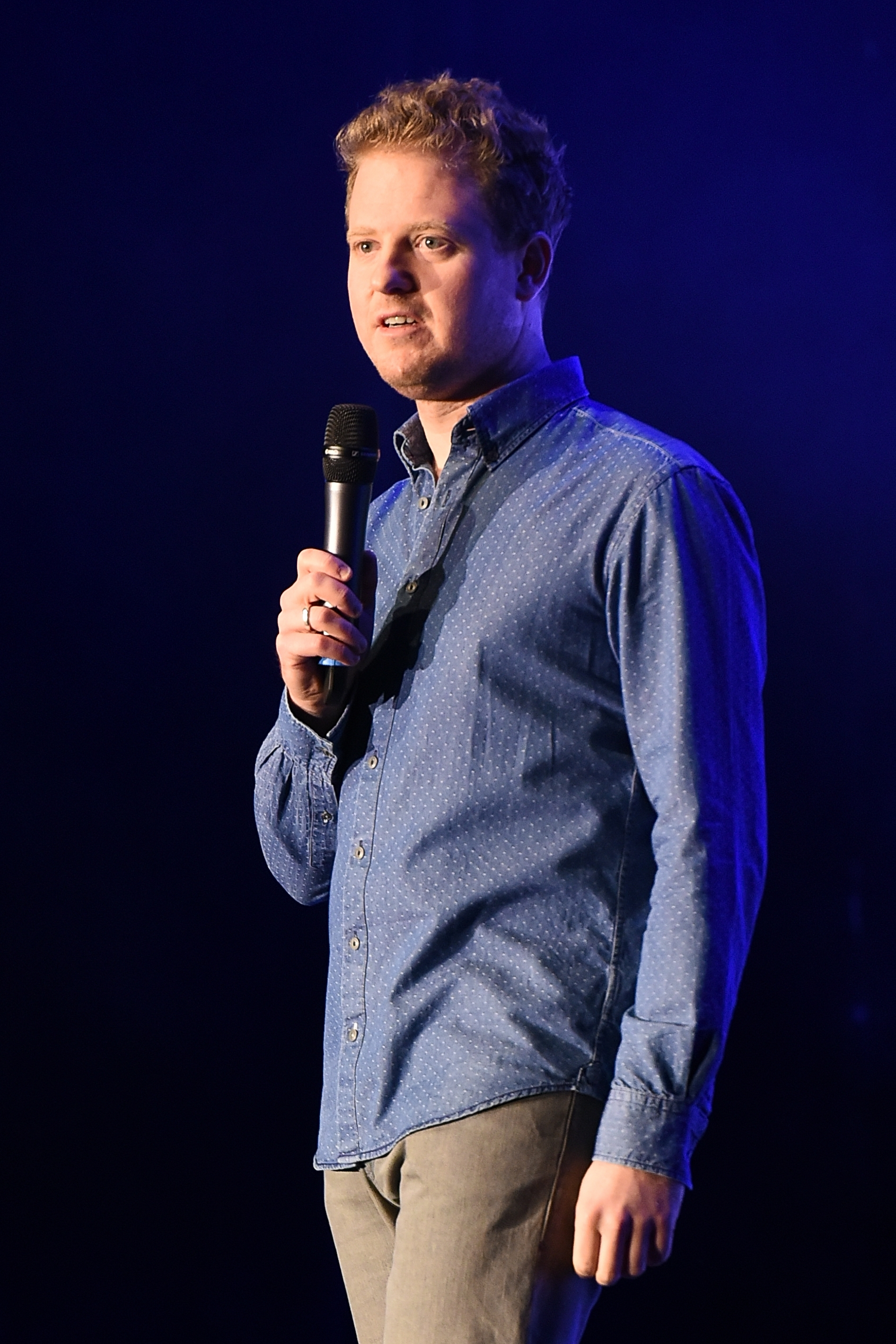
Martin Zingsheim (* 1984)

- Zingsheim-Zobel, Lena (* 1993), deutsche Politikerin (Bündnis 90/Die Grünen), MdL NRW
- Zingtung Grawng, Paul (1938–2020), myanmarischer Geistlicher, römisch-katholischer Erzbischof von Mandalay

### Zinh
- Zinha (* 1976), brasilianisch-mexikanischer Fußballspieler
- Zinho (* 1967), brasilianischer Fußballspieler

### Zini
- Zini Filho, Augusto José (1932–2006), brasilianischer Geistlicher und Bischof von Limeira
- Zini, Daniela (* 1959), italienische Skirennläuferin
- Zini, Giorgio (* 1967), italienischer Freestyle-Skier
- Zini, Giulia (* 1996), italienische Künstlerin der Outsider Art
- Zini, Katia (* 1981), italienische Shorttrackerin
- Zini, Mara (* 1979), italienische Shorttrackerin
- Zini, Rudy (* 1988), italienischer Biathlet
- Ziniel, Martin, österreichischer Hörfunkmoderator

### Zink
- Zink, Adalbert (1902–1969), römisch-katholischer Priester
- Zink, Adolf, bayerischer Verwaltungsjurist
- Zink, Albert (* 1965), deutscher Mumienforscher
- Zink, Andrea (* 1959), deutsche Slawistin
- Zink, Angela (* 1953), deutsche Epidemiologin
- Zink, Anka (* 1957), deutsche Kabarettistin, Komikerin, Autorin, Regisseurin und Comedy-CoachAnka Zink (* 1957)

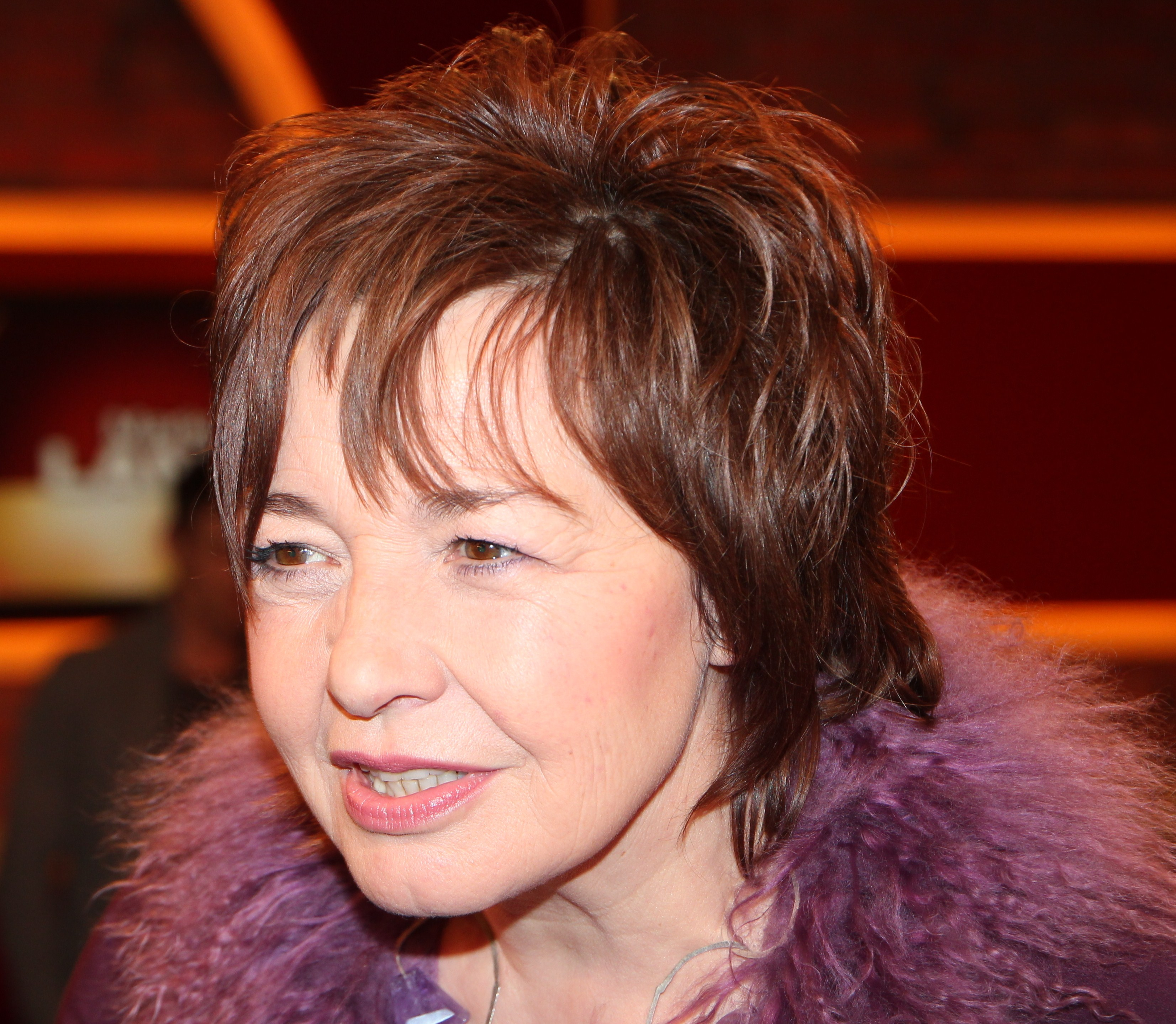
Anka Zink (* 1957)

- Zink, David (* 1991), österreichischer Fußballspieler
- Zink, Ferdinand (* 1987), deutscher Eishockeyspieler
- Zink, Franz (1867–1937), deutscher Geschäftsführer und Politiker (SPD, USPD), MdL
- Zink, Gaston (1921–1999), französischer Romanist und Sprachwissenschaftler
- Zink, Georg (1879–1962), deutscher Bibliothekar
- Zink, Gerhardt (1919–2003), deutscher Ornithologe
- Zink, Harold (1901–1962), US-amerikanischer Politologe
- Zink, Ingeborg, Opernsängerin
- Zink, Johann Michael (1694–1765), deutscher Maler des Barocks
- Zink, Jörg (1922–2016), deutscher Theologe, Publizist und Friedensaktivist
- Zink, Karl (1910–1940), deutscher Widerstandskämpfer, KPD-Mitglied
- Zink, Karl Friedrich (* 1933), deutscher Kommunalpolitiker (CSU) und Autor
- Zink, Klaus (1936–2024), deutscher Fußballspieler
- Zink, Klaus J. (1947–2024), deutscher Wirtschaftswissenschaftler
- Zink, Leonard (* 2006), deutscher Handballspieler
- Zink, Marianne (1926–2018), deutsche Schriftstellerin
- Zink, Marko (* 1975), österreichischer Künstler
- Zink, Markus (* 1970), deutscher Zauberkünstler
- Zink, Matthias (1665–1738), deutscher Maler des Barocks
- Zink, Michel (* 1945), französischer Schriftsteller, Philologe, Mediävist, Romanist und Hochschullehrer
- Zink, Nell (* 1964), US-amerikanische SchriftstellerinNell Zink (* 1964)

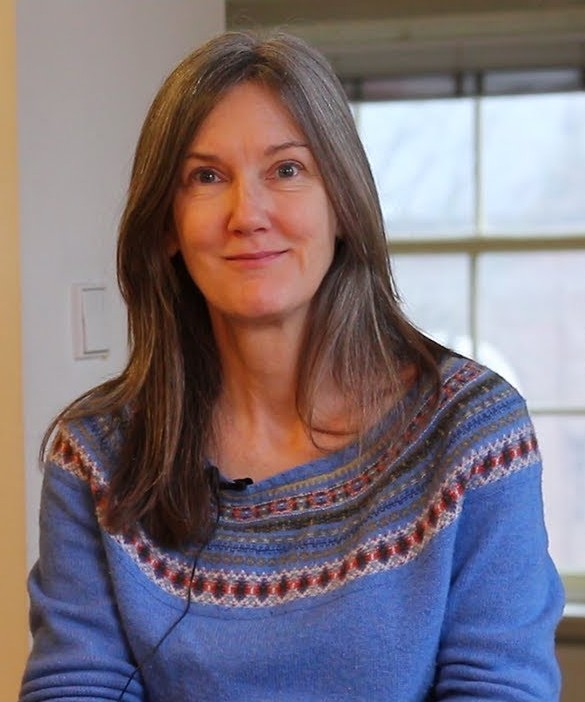
Nell Zink (* 1964)

- Zink, Nicolaus (1812–1887), deutsch-US-amerikanischer Ingenieur und Farmer
- Zink, Otto (1925–2008), deutscher Gewerkschafter und Politiker (CDU), MdL, MdB
- Zink, Paul (1841–1900), deutscher Theaterschauspieler und -regisseur
- Zink, Paul Christian (1687–1770), deutscher Maler, Zeichner und Kupferstecher
- Zink, Peter (1907–2004), deutscher Gewerkschafter und Politiker (SPD), MdL
- Zink, Robert M. (* 1953), US-amerikanischer Ornithologe
- Zink, Rudolf (1910–1983), deutscher Komponist
- Zink, Rui (* 1961), portugiesischer Schriftsteller
- Zink, Theodor (1871–1934), deutscher Lehrer, Sammler, Heimatforscher und Konservator
- Zink, Thomas (* 1949), deutscher Mathematiker, Leibnizpreisträger und Hochschullehrer
- Zink, Tyler (* 2001), US-amerikanischer Tennisspieler
- Zink, Uwe (* 1952), deutscher Dezernent
- Zink, Wendelin (1777–1840), deutscher römisch-katholischer Priester
- Zink-Maishof, Jenny (1849–1904), österreichische Landwirtin, Schauspielerin und Schriftstellerin
- Zinkahn, Willy (1908–1992), deutscher Ministerialbeamter und Experte für Bauplanungsrecht
- Zinkanell, Josef (1917–2008), österreichischer Landwirt, Gewerkschaftsfunktionär und Politiker (SPÖ)
- Zinkann, Peter (* 1928), deutscher Unternehmer, Mitglied der Geschäftsführung von Miele
- Zinkann, Reinhard (1869–1939), deutscher Kaufmann und Unternehmer, Mitbegründer des Unternehmens Miele
- Zinkann, Reinhard junior (* 1959), deutscher Unternehmer und Geschäftsführer von Miele
- Zinke, Alois (1892–1963), österreichischer Chemiker
- Zinke, Anna (1892–1958), deutsche Politikerin (SPD), MdL
- Zinke, Annelore (* 1958), deutsche Gerätturnerin
- Zinke, Charlotte (1891–1944), deutsche Politikerin (KPD), MdR
- Zinke, Claudia (* 1963), deutsche Politikerin (SPD), Staatssekretärin in Berlin
- Zinke, Detlef (1947–2022), deutscher Kunsthistoriker
- Zinke, Ekhard (* 1954), deutscher Jurist
- Zinke, Gustav (1891–1967), tschechoslowakischer Ruderer
- Zinke, Helmut (1930–2020), deutscher Sprengmeister
- Zinke, Holger (* 1963), deutscher Biochemiker und Unternehmer
- Zinke, Johannes (1903–1968), deutscher katholischer Priester, Theologe, Caritasdirektor und apostolischer Protonotar
- Zinke, Margit (1914–1945), deutsche Widerstandskämpferin gegen den Nationalsozialismus
- Zinke, Olaf (* 1966), deutscher Eisschnellläufer
- Zinke, Othmar Daniel (1664–1738), Abt der Benediktinerklöster Břevnov, Braunau, Politz und Wahlstatt
- Zinke, Otto (1908–1999), deutscher Hochfrequenztechniker und Hochschullehrer
- Zinke, Paul (1901–1945), deutscher kommunistischer Widerstandskämpfer gegen den Nationalsozialismus
- Zinke, Regina, deutsche Fußballspielerin
- Zinke, Ryan (* 1961), US-amerikanischer Politiker (Republikanische Partei)Ryan Zinke (* 1961)

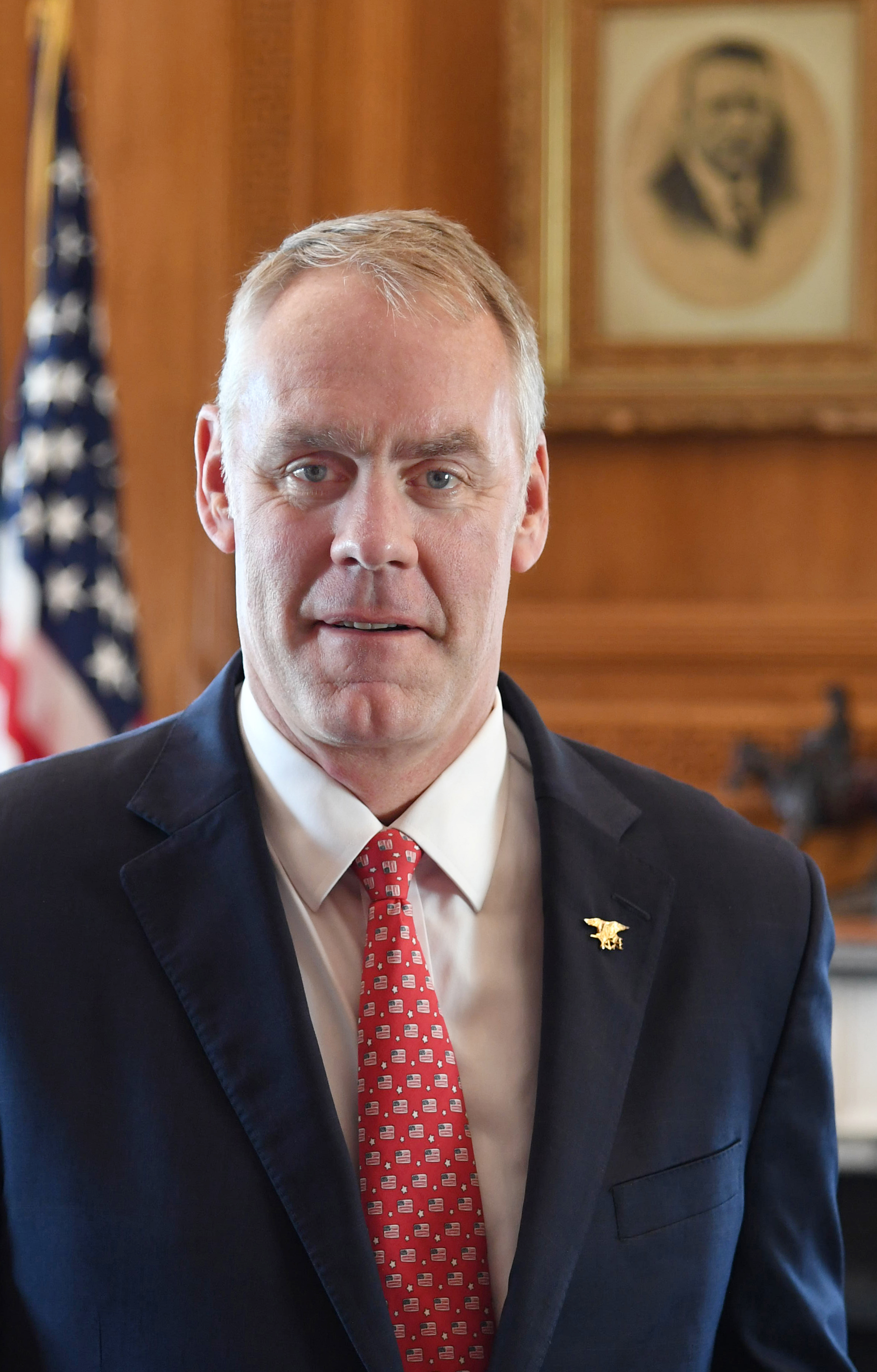
Ryan Zinke (* 1961)

- Zinke, Sebastian (* 1981), deutscher Politiker (SPD), MdL Niedersachsen
- Zinke, Sebastian (* 1985), deutscher Fußballspieler
- Zinke, Thomas C. (* 1967), deutscher Schauspieler
- Zinkeisen, Anna (1901–1976), schottische Malerin und Künstlerin
- Zinkeisen, August (1856–1912), deutscher Genremaler und Illustrator
- Zinkeisen, Doris (1898–1991), britische Künstlerin
- Zinkeisen, Johann Wilhelm (1803–1863), deutscher Historiker
- Zinkeisen, Ludwig (1779–1838), deutscher Geiger, Violinpädagoge und Komponist
- Zinkernagel, Franz (1878–1935), deutscher Germanist
- Zinkernagel, Rolf (* 1944), Schweizer Mediziner und experimenteller ImmunologeRolf Zinkernagel (* 1944)

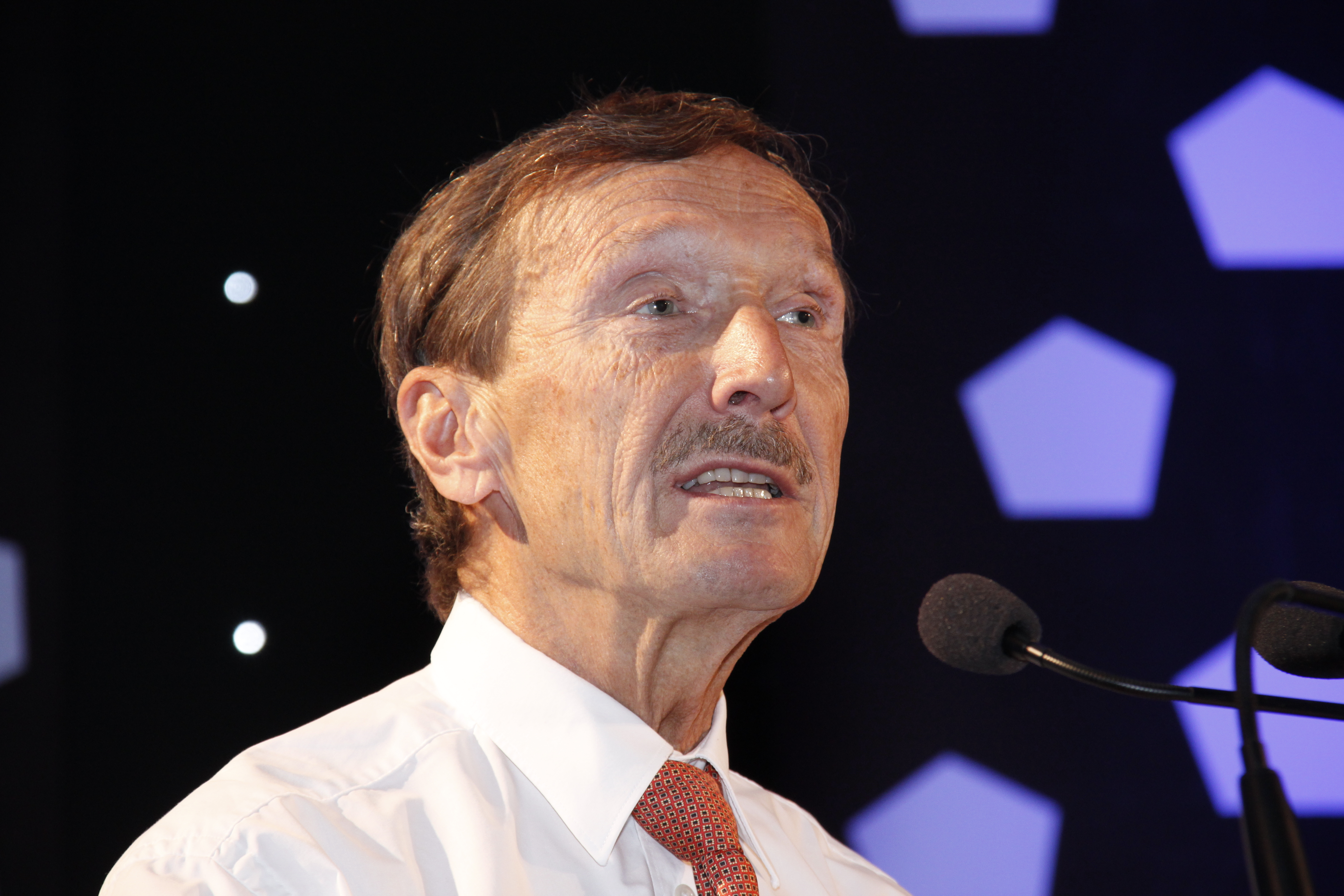
Rolf Zinkernagel (* 1944)

- Zinkernagel, Volker (* 1938), deutscher Agrarwissenschaftler und Phytomediziner
- Zinkevičius, Zigmas (1925–2018), litauischer Baltist und Dialektologe
- Zinkevičiūtė, Jadvyga (* 1949), litauische Politikerin
- Zinkula, Thomas Robert (* 1957), US-amerikanischer Geistlicher, römisch-katholischer Erzbischof von Dubuque

### Zinm
- Zinman, Arkadi Michailowitsch (1909–1985), sowjetischer Theater- und Film-Schauspieler
- Zinman, David (* 1936), US-amerikanischer Dirigent
- Zinman, Eric (* 1963), US-amerikanischer Jazzmusiker

### Zinn
- Zinn, Alexander (1880–1941), deutscher Schriftsteller und Politiker
- Zinn, Alexander (* 1968), deutscher Soziologe und Historiker
- Zinn, August (1825–1897), deutscher Mediziner und Politiker (DFP), MdR
- Zinn, Barbara (* 1952), deutsche Schauspielerin und Hörspielsprecherin
- Zinn, Dorit (* 1940), deutsche Schriftstellerin
- Zinn, Elfi (* 1953), deutsche Leichtathletin und Olympiamedaillengewinnerin
- Zinn, Ernst (1910–1990), deutscher klassischer Philologe und Germanist
- Zinn, Ernst (1929–2022), deutscher Architekt, Denkmalpfleger und Ministerialbeamter (NRW)
- Zinn, Fritz, deutscher Tischtennisspieler und -funktionär
- Zinn, Georg-August (1901–1976), deutscher Jurist und Politiker (SPD), MdL, hessischer Ministerpräsident, MdB
- Zinn, Georg-Christian (* 1964), Ärztlicher Direktor und Facharzt für Kinderheilkunde sowie Facharzt für Hygiene und Umweltmedizin
- Zinn, Gerda (1913–2012), deutsche Schauspielerin und Synchronsprecherin
- Zinn, Hermann (1941–2011), deutscher Soziologe
- Zinn, Howard (1922–2010), US-amerikanischer Historiker, Theaterautor und PolitikwissenschaftlerHoward Zinn (1922–2010)

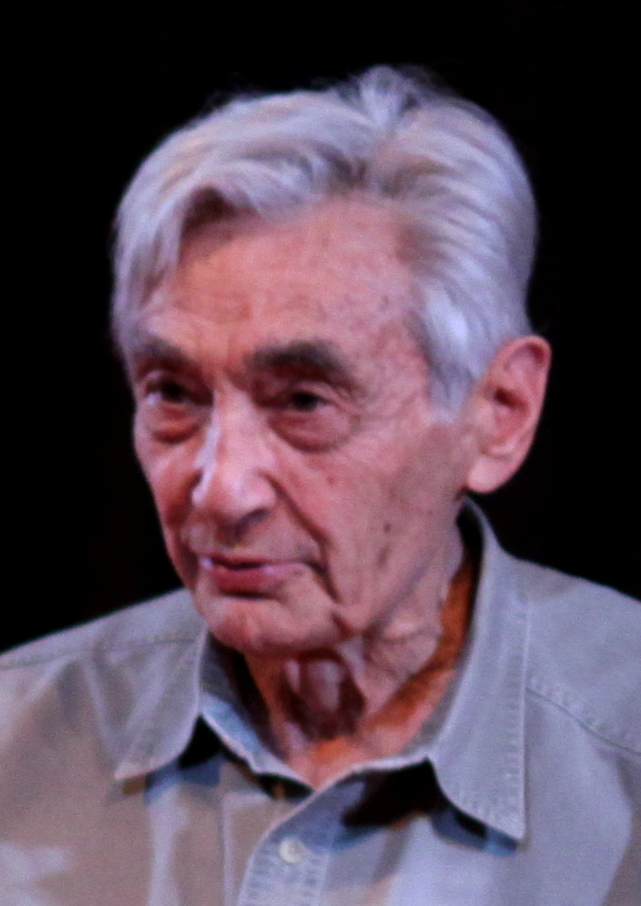
Howard Zinn (1922–2010)

- Zinn, Johann Gottfried (1727–1759), deutscher Mediziner und Botaniker
- Zinn, Karl (1906–1943), deutscher Widerstandskämpfer
- Zinn, Karl Georg (* 1939), deutscher Wirtschaftswissenschaftler
- Zinn, Konrad (1847–1901), bayerischer Verwaltungsjurist
- Zinn, Lothar (1938–1980), deutscher Schachmeister
- Zinn, Otto (1906–1993), deutscher Jurist, Politiker (NSDAP), Oberbürgermeister von Gera (1936–1945)
- Zinn, Robert (* 1995), deutscher Basketballspieler
- Zinn, Ronald (1939–1965), US-amerikanischer Geher
- Zinn, Rusty (* 1970), US-amerikanischer Blues-Gitarrist
- Zinn, Walter Henry (1906–2000), kanadisch-US-amerikanischer Kernphysiker
- Zinn, Wilhelm (1869–1943), deutscher Mediziner
- Zinn-Justin, Jean (* 1943), französischer Physiker
- Zinna, Ernst (1830–1848), deutscher Revolutionär
- Zinnà, Vincenzo (* 1981), italienischer Fußballspieler
- Zinnbauer, Josef (* 1970), deutscher Fußballspieler und -trainerJosef Zinnbauer (* 1970)

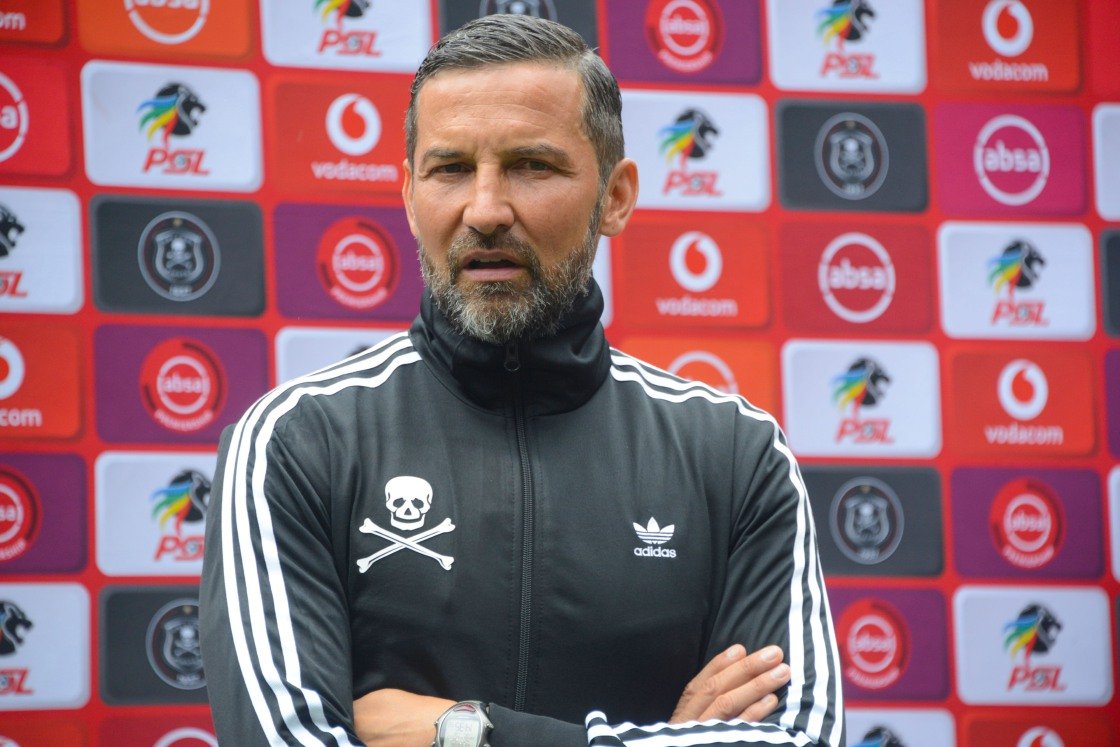
Josef Zinnbauer (* 1970)

- Zinnecker, Jürgen (1941–2011), deutscher Sozialpädagoge
- Zinnecker, Maria Rita (* 1964), deutsche Politikerin (CSU), Landrätin Ostallgäu
- Zinnemann, Fred (1907–1997), österreichisch-US-amerikanischer Filmregisseur
- Zinnen, Johann-Anton (1827–1898), deutsch-luxemburgischer Musiker und Komponist
- Zinnenberg, Bernhart von († 1470), Söldnerführer des Deutschen Ordens
- Zinnenberg, Monika (* 1943), deutsche Schauspielerin und Regisseurin
- Zinner, Birgit (* 1963), österreichische Malerin
- Zinner, Dietmar (* 1957), deutscher Ethologe und Primatologe
- Zinner, Ernst (1886–1970), deutscher Astronom und Astronomiehistoriker
- Zinner, Ernst K. (1937–2015), österreichischer Astrophysiker
- Zinner, Franz (1902–1979), deutscher Gewichtheber
- Zinner, Gerwalt (1924–2011), deutscher Chemiker
- Zinner, Hedda (1904–1994), deutsche Schriftstellerin, Schauspielerin, Kabarettistin, Rezitatorin, Journalistin und RundfunkleiterinHedda Zinner (1904–1994)

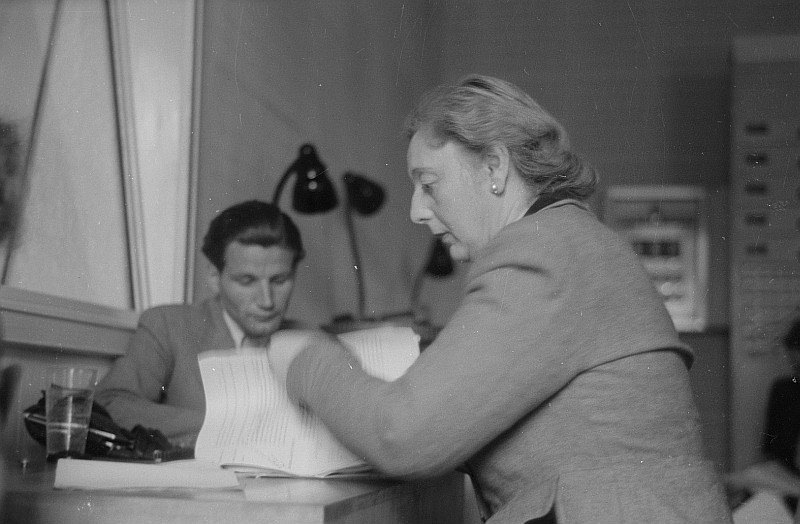
Hedda Zinner (1904–1994)

- Zinner, Helmut (1921–2002), deutscher Chemiker und Hochschullehrer
- Zinner, Jochen (* 1943), deutscher Sportwissenschaftler
- Zinner, Josef (1894–1961), tschechoslowakischer Politiker und Gewerkschafter
- Zinner, Kunibert (1906–1990), österreichischer Bildhauer und Musiker
- Zinner, Martina (* 1972), österreichische Schauspielerin
- Zinner, Peter (1919–2007), austroamerikanischer Filmeditor
- Zinner, Robert (1904–1988), österreichischer Berg- und Landschaftsmaler, Grafiker und Alpinist
- Zinner, Stephan (* 1974), deutscher SchauspielerStephan Zinner (* 1974)

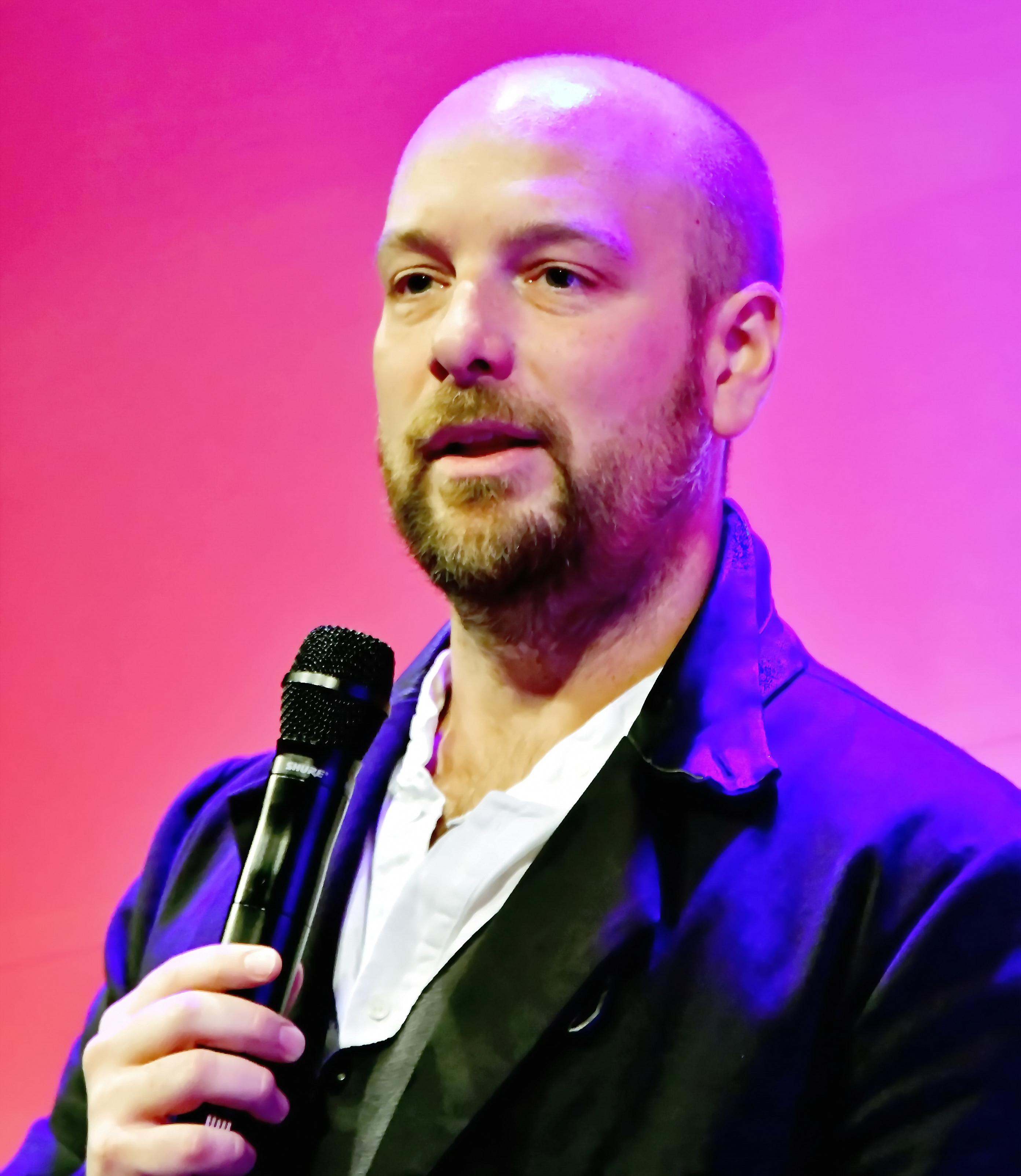
Stephan Zinner (* 1974)

- Zinnes, Dina (* 1935), US-amerikanische Politikwissenschaftlerin und Hochschullehrerin
- Zinnhobler, Rudolf (1931–2016), österreichischer Theologe, Geistlicher und Kirchenhistoriker
- Zinni, Anthony C. (* 1943), amerikanischer General des US Marine Corps; Kommandeur des US Central Command
- Zinnicken, Katharina (1893–1987), deutsche Politikerin und Frauenrechtlerin
- Zinnkann, Heinrich (1885–1973), deutscher Gewerkschafter und Politiker (SPD), hessischer Staatsminister, Präsident des hessischen Landtags
- Zinnkann, Willi (1915–1997), deutscher Politiker (SPD), MdL
- Zinno, Alvaro (* 1958), uruguayisch-italienischer Fotograf
- Zinno, Anthony (* 1981), US-amerikanischer Pokerspieler
- Zinnögger, Leopold (1811–1872), österreichischer Maler (Blumen) und Botaniker
- Zinnow, Carl Ludwig Alexander von (1774–1808), preußischer Leutnant und Landrat
- Zinnow, Ferdinand (1812–1846), deutscher Schuldirektor
- Zinnow, Gustav (1846–1934), deutscher Architekt
- Zinnow, Pirko Kristin (* 1964), deutsche Politikwissenschaftlerin und Politikerin (SPD)
- Zinnow, Stefan (* 1980), deutscher Fußballspieler
- Zinny, Victoria (* 1943), argentinische Schauspielerin

### Zino
- Zinobeatz (* 1986), deutscher Musikproduzent kurdischer Abstammung
- Zinöder, Otto (* 1956), österreichischer Boxer
- Zinoman, Jason (* 1975), US-amerikanischer Journalist, Kritiker und Sachbuchautor
- Zinoman, Peter (* 1965), US-amerikanischer Historiker
- Zinovieff, Sofka (* 1961), britische Autorin
- Zinowsky, Axel (* 1952), deutscher Gitarrist und Komponist

### Zins
- Zins, Günther (* 1951), deutscher Bildhauer
- Zins, Jaffa (1928–2019), israelische Schriftstellerin
- Žins, Voldemārs (1905–1962), lettischer Fußballspieler
- Zinsberger, Manuela (* 1995), österreichische FußballnationalspielerinManuela Zinsberger (* 1995)

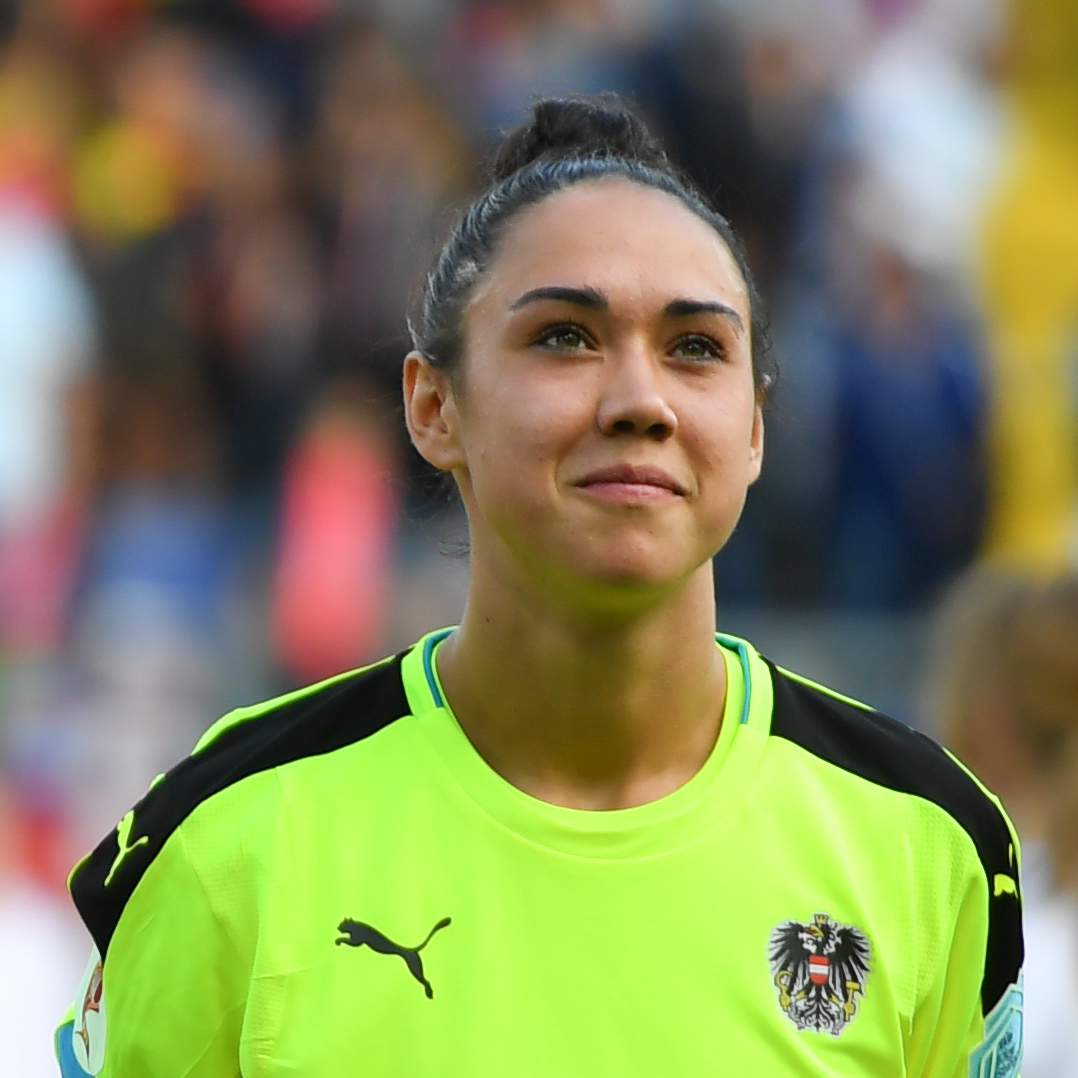
Manuela Zinsberger (* 1995)

- Zinser, Alfons (1914–1991), deutscher Politiker (CDU), MdL (Baden-Württemberg)
- Zinser, Gillian (* 1985), amerikanische Schauspielerin
- Zinser, Hans-Klaus (1912–1997), deutscher Gynäkologe und Pionier auf dem Gebiet der Zytodiagnostik
- Zinser, Hans-Walter (1908–1972), deutscher Verwaltungsbeamter (NSDAP) und Bundesrichter
- Zinser, Hartmut (* 1944), deutscher Religionswissenschaftler
- Zinser, Julius (1881–1929), deutscher Fußballspieler
- Zinser, Wolfgang (* 1964), deutscher Leichtathlet
- Zinserling, August Ernst (* 1780), deutscher Lehrer, Historiker und Philologe
- Zinserling, Gerhard (1926–1993), deutscher Klassischer Archäologe
- Zinsler, Carl Anselm (1867–1940), österreichischer Bildhauer
- Zinsli, Andrea (* 1972), schweizerischer Skirennläufer
- Zinsli, Paul (1906–2001), Schweizer Volkskundler und Sprachwissenschaftler
- Zinsli, Peter (1934–2011), Schweizer Komponist, Kapellmeister und Schwyzerörgelispieler
- Zinsmaier, Paul (1905–1986), deutscher Historiker
- Zinsmeister, Annett (* 1967), deutsche Künstlerin, Hochschullehrerin und Autorin
- Zinsmeister, Franz Xaver (1742–1797), deutscher Theologe
- Zinsmeister, Hans Dietmar (1935–2018), deutscher Botaniker und Hochschullehrer
- Zinsmeister, Heike (* 1967), deutsche Germanistin
- Zinsmeister, Katja (* 1973), deutsche Theater- und Filmschauspielerin
- Zinsou, Émile Derlin (1918–2016), beninischer Politiker, Präsident von Dahomey (1968–1969)
- Zinsou, Lionel (* 1954), beninischer Politiker
- Zinsou, Sénouvo Agbota (* 1946), togoischer Autor
- Zinsow, Wesselin (* 1986), bulgarischer Skilangläufer
- Zinsser, Christian (1907–1993), deutscher Diplomat
- Zinßer, Dieter (* 1942), deutscher lutherischer Theologe
- Zinßer, Eduard (1875–1933), deutscher römisch-katholischer Geistlicher und Märtyrer
- Zinsser, Ernst (1904–1985), deutscher Architekt und Hochschullehrer
- Zinsser, Ferdinand (1865–1952), deutscher Dermatologe, Hochschullehrer und Rektor der Universität zu Köln
- Zinsser, Hans (1878–1940), US-amerikanischer Bakteriologe
- Zinsser, Otto (1849–1919), Landtagsabgeordneter Großherzogtum Hessen
- Zinsser, Wilhelm (1895–1945), deutscher Mediziner, Offizier und Politiker (NSDAP)
- Zinßmeister, Deana (* 1962), deutsche Schriftstellerin
- Zinsstag, Gérard (* 1941), Schweizer Komponist

### Zint
- Zint, Dietmar (* 1977), deutscher Kraftsportler
- Zint, Gerdy (* 1979), deutscher Film- und Theaterschauspieler
- Zint, Günter (* 1941), deutscher FotografGünter Zint (* 1941)

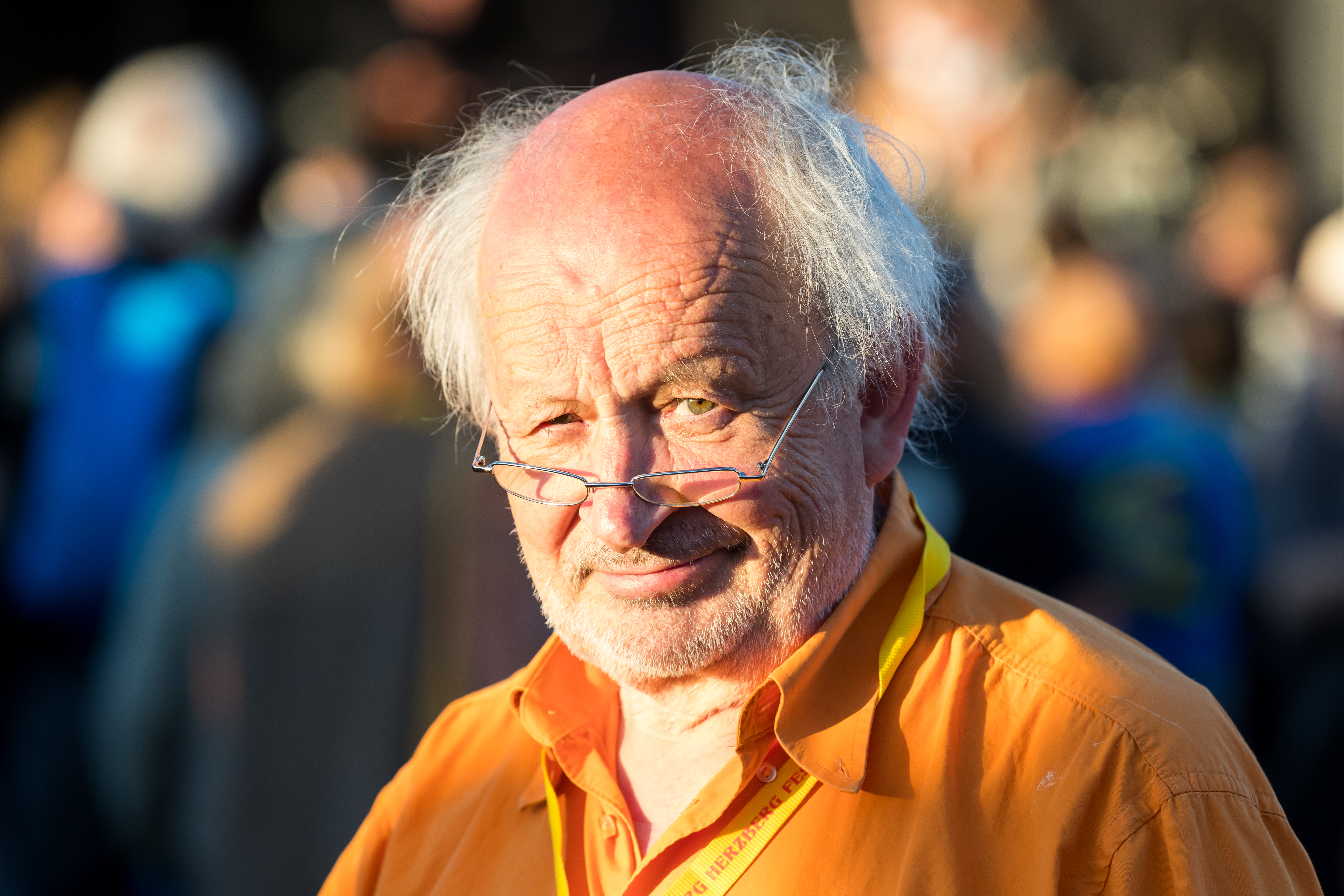
Günter Zint (* 1941)

- Zint, Hans (1882–1945), deutscher Politiker (SPD) und Volkstagsabgeordneter
- Zint, Helmut (1891–1945), deutscher römisch-katholischer Geistlicher und Märtyrer
- Zintel, Björn (* 1996), deutscher Handballspieler
- Žintelis, Gintautas (* 1943), litauischer Ingenieur und Politiker
- Zinterhof, Peter (* 1944), österreichischer Computerpionier
- Zinterhof, Robert (* 1952), österreichischer Lehrer und Amateurreporter
- Zintgraff, Alfred (1878–1944), deutscher Diplomat
- Zintgraff, Eugen (1858–1897), deutscher Afrikaforscher und Kolonialpropagandist
- Zinth, Ludwig (1860–1912), deutscher Landwirt und Politiker (Zentrum), MdR
- Zinth, Wolfgang (* 1950), deutscher Physiker
- Zintiridis, Revazi (* 1985), griechischer Judoka
- Zintl, August Friedrich (1900–1956), deutscher Maler und Grafiker
- Zintl, Bernhard (* 1965), deutscher Leichtathlet
- Zintl, Eduard (1898–1941), deutscher Chemiker
- Zintl, Felix (* 1940), deutscher Kinderarzt
- Zintl, Manfred (* 1954), deutscher Fußballspieler
- Zintl, Reinhard (* 1945), deutscher Politologe und Volkswirt
- Zintner, Peter (1951–2018), deutscher Fernsehschauspieler
- Zintsch, Laurens (* 1999), deutscher Fußballspieler
- Zintz, Maria, rumänische Kunsthistorikerin, Kuratorin, Kunstkritikerin und Hochschullehrerin
- Zintzen, Clemens (1930–2023), deutscher Altphilologe und Hochschullehrer
- Zintzen-Bader, Chris (* 1966), deutscher Autor, Journalist, Rezensent und Blogger
- Zintzmeyer, Jörg (1947–2009), Schweizer Designer und Unternehmer

### Zinz
- Zinzadse, Giorgi (* 1986), georgischer Basketballspieler
- Zinzadse, Kote (1887–1930), georgischer Revolutionär und Tschekist
- Zinzadse, Sulchan (1925–1991), georgischer Komponist
- Zinzen, Arthur (1893–1965), deutscher Ingenieur, Direktor des Deutschen Normenausschusses
- Zinzen, Mike (1932–2013), belgischer Jazzmusiker
- Zinzendorf, Albrecht VII. von (1618–1683), erster Graf von Zinzendorf und Pottendorf und Premierminister
- Zinzendorf, Amalia Regina von (1663–1709), Gräfin zu Ortenburg, Gräfin von Zinzendorf und Pottendorf
- Zinzendorf, Erdmuthe Dorothea von (1700–1756), deutsche Pietistin und Kirchenliederdichterin
- Zinzendorf, Franz Ludwig von (1661–1742), österreichischer General und Festungskommandant auf Spielberg
- Zinzendorf, Friedrich August von (1733–1804), sächsischer Staatsmann
- Zinzendorf, Karl von (1739–1813), österreichischer Staatsmann
- Zinzendorf, Ludwig von (1721–1780), österreichischer Staatsmann
- Zinzendorf, Maximilian Erasmus von (1722–1780), kursächsischer Kammerherr
- Zinzendorf, Nikolaus Ludwig von (1700–1760), deutscher lutherisch-pietistischer Theologe, Gründer und Bischof Herrnhuter Brüdergemeine und KirchenlieddichterNikolaus Ludwig von Zinzendorf (1700–1760)

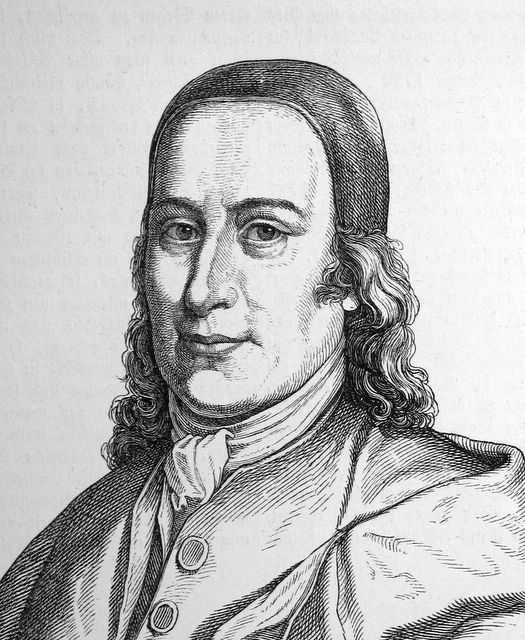
Nikolaus Ludwig von Zinzendorf (1700–1760)

- Zinzendorf, Otto Christian von (1661–1718), kursächsischer General
- Zinzendorf, Renatus von (1727–1752), deutscher Kirchenlieddichter, pietistischer Mystiker und Ältester der Herrnhuter Brüdergemeine
- Zinzius, Wera Iwanowna (1903–1981), russische Ethnographin und Linguistin